# Ретел
 Тази статия е за града във Франция.  За окръга вижте Ретел (окръг).  За историческото владение вижте Графство Ретел.
Ретѐл (на френски: Rethel) е град в североизточна Франция, административен център на окръг Ретел в департамента Арден на регион Гранд Ест. Населението му е около 7 400 души (2021).
Разположен е на 67 метра надморска височина в Парижкия басейн, на бреговете на река Ен и на 37 километра североизточно от Реймс. Селището съществува от Античността, а през Средновековието е център на графство Ретел, издигнато по-късно в херцогство.